# Johan Sirag
Johan Christiaan Abraham Sirag (Amsterdam, 8 maart 1918 - Doorn, 24 november 2000) was een Nederlands acteur. Hij speelde mee in verschillende toneelstukken en televisieseries. Sirag was een vaste waarde in de kluchten met John Lanting in Theater van de Lach. 
Hij woonde lang in de Pieter de Hooghstraat in Amsterdam.
Johan Sirag overleed op 82-jarige leeftijd.

## Filmografie
Televisieseries
- 1970 - De kleine waarheid als Meneer Oudemans
- 1972 - Kunt u mij de weg naar Hamelen vertellen, mijnheer? als Prins Olaf van Witfranje (afl. 4: De prinsentoto)
- 1974 - Q & Q als Antoon van Slingeland (varkensboer)
- 1978 - Bassie en Adriaan en De plaaggeest als de Schandebakker
- 1981 - De Fabriek als ober Joop
- 1984 - Moord in extase als Dokter Rusteloos
- 1984 - Willem van Oranje (televisieserie)
- 1989 - Rust roest (televisieserie)